# Bounce Back
Bounce Back es un sencillo lanzado por el grupo británico Little Mix. Fue lanzado a la venta el 14 de junio de 2019, siendo el primer sencillo bajo RCA Records. El sencillo contiene un sample del tema «Back to Life» de Soul II Soul. El mismo día se lanzó el video musical dirigido por Charlotte Rutherford. Se incluyó posteriormente en la edición ampliada del sexto álbum de estudio del grupo Confetti (2020).

## Antecedentes y lanzamiento
En febrero de 2019, Jesy Nelson adelantó durante una entrevista que una nueva canción sería lanzada próximamente.
Little Mix publicó 15 segundos de adelanto en sus redes sociales el 26 de mayo de 2019, e interpretaron el adelanto durante su presentación en el festival BBC Radio 1's Big Weekend el mismo día. El 28 de mayo de 2019, el grupo compartió imágenes en los visuales de sus sencillos en Spotify que al unirlas formaban la portada del sencillo, la cual fue revelada posteriormente, junto con el anuncio de la fecha de lanzamiento, durante su transmisión en vivo en su cuenta de Instagram.

## Interpretaciones en vivo
La primera interpretación en vivo se realizó el 14 de junio en el programa británico The One Show. Tres días después interpretan el tema en el programa estadounidense The Late Late Show with James Corden grabado en Londres.

## Video musical
El 14 de junio también se lanzó el video musical del sencillo. Fue dirigido por Charlotte Rutherford y el mismo comienza con una niña jugando con su casa de muñecas, al adentrarse en dicha casa se ve a las integrantes del grupos posando como maniquís.

## Posicionamiento en las listas y certificaciones
| País           | Lista                           | Mejor posición |
| -------------- | ------------------------------- | -------------- |
| Australia      | ARIA                            | 86             |
| Escocia        | Scottish Singles                | 2              |
| Estados Unidos | Billboard Digital Songs         | 44             |
| Grecia         | IFPI                            | 45             |
| Irlanda        | IRMA                            | 20             |
| México         | Billboard México Inglés Airplay | 34             |
| Nueva Zelanda  | RMNZ                            | 13             |
| Países Bajos   | Single Top 100                  | 19             |
| Reino Unido    | UK Singles Chart                | 10             |
| Europa         | Billboard Euro Digital Songs    | 4              |

## Certificados
| País        | Organismo certificador | Certificación | Ventas certificadas | Ref.   |
| ----------- | ---------------------- | ------------- | ------------------- | ------ |
| Brasil      | PMB                    | Platino       | 40 000              | [ 24 ] |
| Reino Unido | BPI                    | Plata         | 200 000             | [ 25 ] |